# Europa-Park Stadion
Europa-Park Stadion – stadion piłkarski we Fryburgu Bryzgowijskim, w Niemczech. Budowa stadionu rozpoczęła się w listopadzie 2018 roku, a jego otwarcie miało miejsce w październiku 2021 roku. Swoje spotkania na stadionie rozgrywają piłkarze klubu SC Freiburg, poprzednio występujący na Schwarzwald-Stadion. Obiekt powstał w zupełnie nowej lokalizacji, obok lotniska we Fryburgu Bryzgowijskim. Jego pojemność wynosi 34 700 widzów.
Modernizacja starego stadionu lub budowa we Fryburgu Bryzgowijskim nowego obiektu piłkarskiego dla grającego przez większość sezonów w XXI wieku na najwyższym poziomie rozgrywkowym klubu SC Freiburg, była od lat przedmiotem dyskusji. Po audycie przeprowadzonym przez firmę Ernst & Young, w grudniu 2012 roku ostatecznie zrezygnowano z planów przebudowy starej areny na rzecz budowy nowego stadionu. Pod uwagę brano pierwotnie trzy lokalizacje, spośród których w kwietniu 2013 roku wybrano miejsce obok lotniska we Fryburgu Bryzgowijskim. Ponieważ obiekt miał powstać przy udziale środków publicznych, 1 lutego 2015 roku przeprowadzono we Fryburgu Bryzgowijskim referendum, w którym 58,2% głosujących opowiedziało się za budową. Z pracami przygotowawczymi wystartowano w listopadzie 2018 roku, a właściwa budowa ruszyła w lutym 2019 roku. Pierwotnie stadion miał być gotowy latem 2020 roku, ale w związku z pandemią COVID-19 prace się przedłużyły. Ostatecznie 7 października 2021 roku rozegrano na stadionie pierwsze spotkanie, mecz towarzyski pomiędzy SC Freiburg i FC St. Pauli (3:0). Pierwszy mecz Bundesligi na nowym stadionie miał miejsce 16 października 2021 roku (SC Freiburg – RB Leipzig 1:1). Jeszcze przed otwarciem stadionu ogłoszono, że jego sponsorem tytularnym zostanie Europa-Park.
Obiekt ma typowo piłkarski układ, z trybunami umiejscowionymi tuż za liniami końcowymi i otaczającymi boisko ze wszystkich stron. Trybuny stadionu są w pełni zadaszone, a ich pojemność wynosi 34 700 widzów, z czego 12 400 miejsc jest stojących. Projekt areny został stworzony przez HPP Architekten GmbH. Koszt budowy wyniósł 76,5 mln €. W ramach rekompensaty przyrodniczej (na terenie inwestycyjnym przed rozpoczęciem prac rosła łąka) w czterech innych lokalizacjach utworzono stanowiska ekologiczne.